# 世田谷区立東深沢中学校
世田谷区立東深沢中学校（せたがやくりつ ひがしふかさわちゅうがっこう）は、東京都世田谷区深沢にある区立中学校。

## 概要
世田谷区立東深沢小学校の全域と世田谷区立等々力小学校の一部を校区とする。所在地は、東京都世田谷区深沢四丁目18番地28号。呑川緑道に隣接している。
東京都が進めている地域スポーツクラブである東深沢スポーツ･文化クラブの活動拠点となっている。 

## 沿革
公式ページより引用。
- 1960年（昭和35年）
  - 1月1日 - 開校。
  - 1月20日 - 校章制定。
- 1961年（昭和36年）3月18日 - 校旗制定。
- 1962年（昭和37年）
  - 3月15日 - 校歌制定。
  - 7月31日 - 体育館完成。
- 1966年（昭和41年）7月18日 - プール落成式典挙行。
- 1970年（昭和45年） 11月7日 - 創立10周年記念式典挙行。
- 1977年（昭和52年）3月31日 - 校舎増築。
- 1982年（昭和57年）1月10日 - 創立20周年記念式典挙行。
- 1990年（平成2年）10月13日 - 創立30周年記念式典挙行。
- 2000年（平成12年）11月1日 - 校舎改築第一期、校舎棟完成。
- 2001年（平成13年）3月10日 - 創立40周年記念式典挙行。
- 2002年（平成14年）
  - 3月1日 - 校舎改築第二期、プール・体育館棟完成。
  - 6月15日 - 落成記念式典挙行。
- 2010年（平成22年）11月6日 - 創立50周年記念式典挙行。
- 2020年（令和2年）12月12日 - 創立60周年記念式典挙行。

## 部活動
運動部
- 水泳
- 体力向上
- バスケットボール
- バレーボール
- 卓球
- 剣道
- 野球
- 女子ソフトテニス
- サッカー
- ダンス

文化部
- 吹奏楽
- 美術
- 日本文化

## 著名な出身者
- 坪井直樹 - テレビ朝日アナウンサー
- 成國大志 - レスリング選手